# Jazz
Jazzul (cuvânt de origine engleză, scris uneori jaz, pronunțat în română [dʒɛz] sau [dʒʌz]) este un stil de muzică apărut la începutul secolului al XX-lea în orașul New Orleans din statul american Louisiana, având proveniența în melodiile populației negre, urmașă a sclavilor de origine africană. În muzica de jazz se recunosc în special influențe și tonalități de blues și ragtime, la care se adaugă și elemente ale muzicii europene. Mai târziu au fost preluate în jazz și ritmuri ale muzicii latino-americane.
Deși de dată relativ recentă, originea și semnificația inițială a cuvântului "jazz" (la început pronunțat în engleză la fel ca și jass) este controversată. O ipoteză ar fi înrudirea fonetică cu expresia "chasse-beau", o figură de dans din Louisiana, cândva colonie franceză. Alții cred că ar deriva din cuvântul Jézabel, numele unei prostituate din New Orleans, în ortografie americană simplificată "Jazz-Bel". În jargonul populației locale, cuvintele jasm sau gism înseamnă rapiditate și energie, au însă și o semnificație erotică. În 1917, formația Original Dixieland Jazz Band a avut mult succes la sala "New York Columbus Circle", și cuvântul "jazz" a intrat în vocabularul curent, deși apăruse deja cu referire la muzică în 1913 într-un ziar din San Francisco, fără să fi avut un ecou deosebit.

## Definiție
Jazzul s-a dovedit a fi foarte greu de definit, deoarece cuprinde o gamă largă de muzică ce se întinde pe o perioadă de 100 de ani, de la ragtime până în prezent. Au fost făcute încercări de a defini jazz-ul din perspectiva altor tradiții muzicale, cum ar fi istoria muzicii europene sau muzica africană. Dar criticul Joachim-Ernst Berendt susține ca termenii săi de referință și definiția ei ar trebui să fie mai largă, definind jazz-ul ca o "formă de artă muzicală care provine din Statele Unite ale Americii, prin confruntarea negrilor cu muzica europeană" și argumentând că aceasta diferă de muzica Europeană în care jazz-ul are o "relație specială în timp definită ca fiind 'swing'", implică "o spontaneitate și vitalitate de producție muzicală în care improvizația joacă un rol" și conține o "sonoritate și manieră de frazare care reflectă individualitatea performanței muzicianului de jazz".
O definiție mai largă care cuprinde toate diferitele epoci de jazz a fost propusă de Travis Jackson "aceasta este muzica care include calități cum ar fi swing, improvizații, interacțiune de grup, dezvoltarea unei "voci individuale", și fiind deschis la diferite posibilități muzicale". Krin Gibbard a oferit o imagine de ansamblu a discuției privind definițiile, argumentând că "jazz-ul este un construct" care, în timp ce artificial încă mai este util să desemneze "un număr de muzici cu suficiente în comun să fie înțelese ca parte a unei tradiții coerente". Spre deosebire de eforturile depuse de comentatori și entuziaști ai anumitor tipuri de jazz, care au susținut definiții mai restrânse ce exclud alte tipuri, muzicienii înșiși sunt adesea reticenți în a defini muzica pe care o cântă. Duke Ellington, una dintre figurile cele mai faimoase a jazz-ului, a declarat: "totul e muzică". 

## Elementele caracteristice ale jazz-ului
O definiție care să cuprindă toate elementele caracteristice ale jazz-ului, de la începuturile lui până în zilele noastre, valabilă pentru toate stilurile și pentru toți muzicienii, nu este posibilă. În istoria sa de peste o sută de ani jazz-ul a suferit numeroase transformări și s-a divizat în diverse stiluri, cu semnificații diferite, astfel încât este greu de spus ce este "tipic" pentru jazz. Se pot menționa totuși câteva elemente des întâlnite:
- Tonalitatea în muzica de jazz, spre deosebire de muzica tradițională europeană, pune accentul în primul rând pe expresivitate, și mai puțin pe frumusețea sunetului. Sunetele instrumentelor sunt aspre, nefiltrate și eruptive, vocea omenească este plângătoare sau țipătoare și acuzatoare, exprimând brutal adevărul neprelucrat estetic, într-o frazare caracteristică. Se vorbește de "hot intonation" (intonație fierbinte). Tonalitatea este însă diferită la diverși interpreți: voluminoasă și erotică la saxofonistul Coleman Hawkins, elegantă la clarinetistul Benny Goodman, tristă până la disperare la trompetistul Miles Davis, triumfală la Louis Armstrong, plină de strălucire la Dizzy Gillespie.
- Improvizația - este poate elementul cel mai tipic în muzica de jazz. La început, jazz-ul se cânta fără note, interpreții improvizau pe diferite teme sau armonii, individual sau alternativ în mici formații (combos), fiecare având propriul său stil de improvizație, ușor de recunoscut. Muzica este dezvoltată și interpretată de diferite personalități, compoziția și execuția se contopesc. Improvizația este în mod normal însoțită de repetarea schemei unui acord.
- Ritmul - însoțește totdeauna execuția muzicii de jazz, jazz-ul este o muzică "sincopată". Ritmul conferă muzicii un swing tipic, ocupă uneori primul plan, părăsindu-se tonalitatea melodiei și frazarea. La început ritmul era dat de trombon, apoi acest rol a fost preluat de instrumentele de percuție. Orchestrele sunt împărțite între o "melody section" (trompetă, clarinet, saxofon) și o "rhythm section" (chitară bas, baterie, chitară, pian). Dar și instrumentele din "sectorul melodic" emit sunete sincopate. Între ritm și melodie se creează o stare de tensiune, alteori însă ele se contopesc într-un flux continuu, de nedespărțit, ca de exemplu în stilul "Free jazz".
- Blues - aparținând folclorului afroamerican, este caracterizat de o formulă armonică constantă și de un ritm în patru timpi, este o componentă esențială a muzicii de jazz, care îi conferă o anumită dispoziție, atât în formele lente, cât și în cele mai rapide.[2]

Istoricul și evoluția stilurilor în jazz

## Istoric

### Origini
Jazz-ul își are originea în amestecul diverselor tradiții muzicale ale sclavilor negri proveniți din Africa. Din tradiția africană derivă stiluri de interpretare care lasă căntărețului un spațiu larg de execuție și libertate de improvizare, cu o schemă "Întrebare și răspuns" (Call-and-Response) pe un fond ritmic complex, ce duce la sincoparea melodiilor executate de diverse instrumente. Alte surse ale jazz-ului sunt constituite de cântecele rurale ale culegătorilor de bumbac, în stil blues, cântecele de leagăn și cele religioase (negro spirituals, apoi gospel songs). La acestea s-au adăugat și elemente ale muzicii europene (marșuri, imnuri, muzică populară), mai ales unele armonii și acorduri, ca principii de organizare a unor anumite forme muzicale.

### Evoluția stilurilor în muzica de jazz
Istoria jazz-ului se confundă cu evoluția stilurilor în decursul anilor, care formează un lanț logic continuu, în care fiecare stil constituie o verigă obligatorie, ce nu poate fi înlăturată fără a compromite întreaga înțelegere a jazz-ului. Se spune în mod curent că jazz-ul a luat ființă în New Orleans în jurul anului 1900, deși o muzică asemănătoare era executată în acel timp și în Kansas City, St. Louis sau Memphis. Însă înaintea stilului "New Orleans" exista deja "Ragtime"-ul.

#### Ragtime
Această formă de muzică, Ragtime, a apărut în Sedalia, statul Missouri. Fiind în primul rând o muzică compusă pentru pian, îi lipsește elementul principal al jazz-ului, și anume improvizația, în schimb este puternic ritmată. Acest tip de muzică era foarte iubit de muncitorii constructori ai căilor ferate și era executată în "saloons" la piane hodorogite de muzicanți profesioniști sau diletanți. A căpătat un impuls din partea unor compozitori și pianiști talentați, cum a fost Scott Joplin. Elemente din ragtime, în special ritmul, au fost preluate mai târziu de reprezentanți ai jazz-ului.

#### Stilul "New Orleans"
Orașul New Orleans, situat în delta fluviului Mississippi, era la începutul secolului al XX-lea un amestec de diverse populații și rase, spanioli, francezi, englezi, negri urmași ai sclavilor de pe plantațiile de bumbac, creoli. Orașul a devenit centrul în care s-a cristalizat un stil muzical practicat în toate localitățile din bazinul fluviului, constând dintr-un amestec de Worksongs, Spirituals și Blues. Ca instrumente melodice se foloseau trompeta, clarinetul și trombonul, cărora li se opuneau instrumentele ritmice, chitara bas, bateria, banjoul, eventual pianul. Existau grupuri de creoli, mai cultivați, și de afro-americani, mai apropiați de formele primitive ale muzicii. Aici a apărut pentru prima dată forma hot de interpretare, în care instrumentul mai mult vorbește decât sună.

#### Stilul "Dixieland"
Către anul 1910 au apărut și formații de muzicieni albi, cum a fost orchestra lui "Papa" Jack Laine sau "Original Dixieland Jazz Band", care executau o muzică mai lină, mai puțin expresivă, în schimb tehnic mai versată. Aceast fel de interpretare al muzicienilor albi a fost numit stil "Dixieland", spre deosebire de stilul "New Orleans" al muzicienilor de culoare, cu toate că în realitate granițele între cele două stiluri nu sunt nici pe departe așa de stricte, mai ales că după un timp s-au format și orchestre mixte, "New Orleans Rhythm Kings" și "Creole Jazz Band", sub conducerea cornetistului King Oliver. Acestui grup aparținea ca trompetist secund Louis Armstrong, care avea să joace un rol determinant în dezvoltarea jazz-ului.

#### Stilul "Chicago"
În timpul primului război mondial, centrul muzicii de jazz a devenit orașul Chicago de pe lacul Michigan, unde veniseră mulți muzicanți din New Orleans, alungați de condițiile nefavorabile ale unui port militar, printre aceștia King Oliver, Louis Satchmo Armstrong cu formațiile Hot Five și Hot Seven, Johnny Dodds cu New Orleans Wanderers. Ceea ce se înțelege astăzi ca "Stil New Orleans" nu este jazz-ul arhaic de la început, când nu existau înregistrări pe discuri, ci muzica executată în Chicago în jurul anului 1920 de către muzicanții proveniți din New Orleans. Aici se dezvoltă în mod deosebit stilul Blues, reprezentat de renumita cântăreață Bessie Smith. În "Stilul Chicago" predomină rolul solistului improvizator și saxofonul devine tot mai mult folosit. Cornetistul Bix Beiderbecke a întruchipat în mod deosebit stilul dezvoltat în Chicago. În formațiile lui Louis Armstrong componenții improvizau în același timp, dintre aceștia se detașa însă sunetul trompetei lui Satchmo, capabil să creeze variații infinite pornind de la aceeași temă. Armstrong a exercitat o influență considerabilă și asupra cântăreților de jazz, nu atât prin felul cum interpreta textele melodiilor, cât prin forma denumită Scat, o succesiune de vocale și silabe care imitau sunetul unui instrument. Alți muzicanți importanți din această perioadă sunt Jack Teagarden (trombon), Eddie Condon (banjo), Gene Krupa (baterie). Mulți s-au mutat mai târziu la New York, care în anii succesivi avea să devină centrul muzicii de jazz.

#### Stilul "Swing"
Cuvântul "swing" este folosit în două sensuri. Pe de o parte indică un element ritmic, din care se obține o tensiune caracteristică jazz-ului, pe de altă parte desemnează stilul de jazz al anilor treizeci, cu apariția marilor orchestre (Big Bands), în frunte cu cea a clarinetistului Benny Goodman, "The King of Jazz". Benny Goodman a inclus în orchestra sa și muzicanți de culoare, ca pianistul Teddy Wilson, vibrafonistul Lionel Hampton, chitaristul Charlie Christian, împotriva principiilor segregației rasiale. Altă mare orchestră era aceea a lui Fletcher Henderson, care reunea acordurile orchestrei cu strălucirea improvizațiilor individuale.

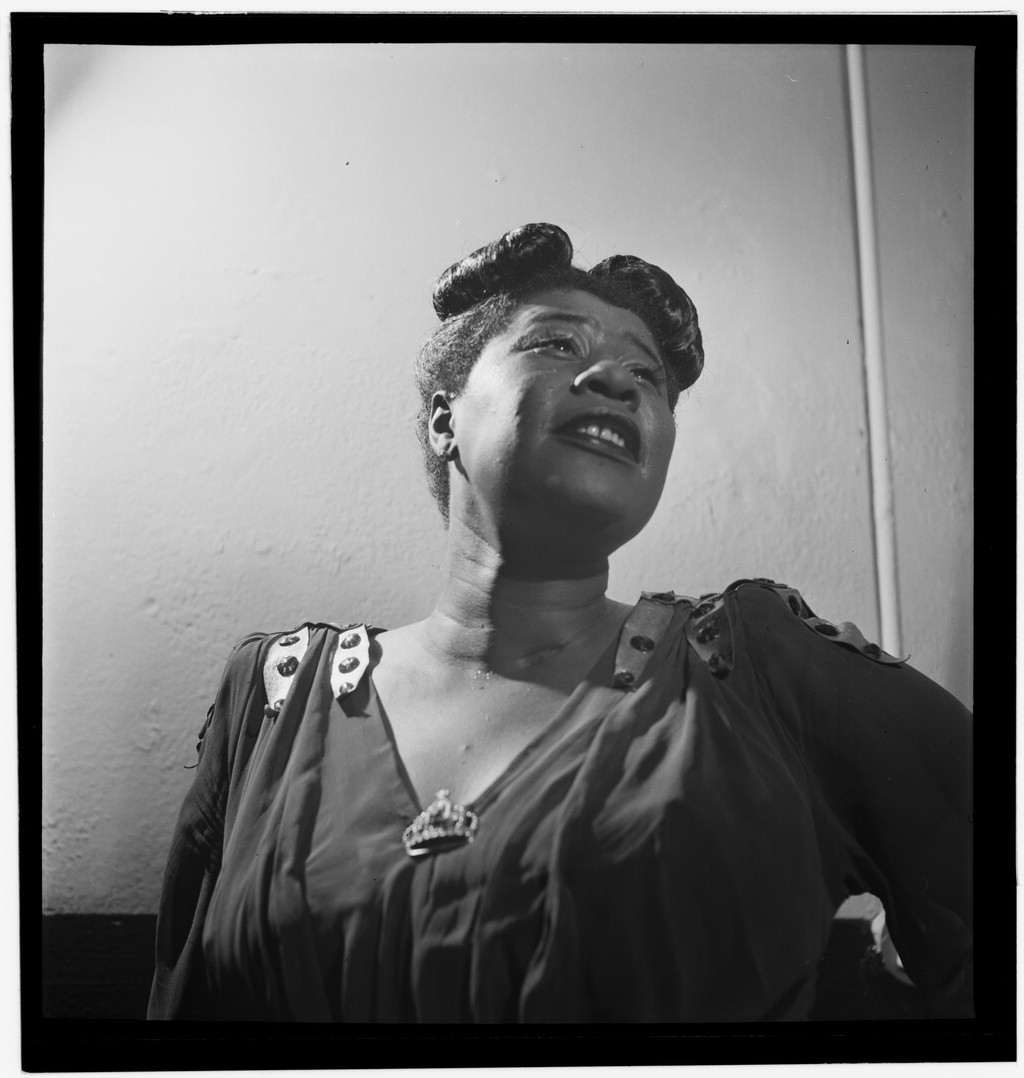
Ella Fitzgerald

Pianistul Duke Ellington a pus bazele orchestrei sale în această perioadă, pe care a condus-o până în anul morții sale, în 1974. Duke Ellington compunea bucățile din repertoriul propriu, cu o durată de la câteva minute (Sollitude, Sophisticated Lady), până la aproape o oră (Black, Brown and Beige). În Kansas City a apărut orchestra pianistului Count Basie, caracterizată printr-o interacțiune ritmică a diferitelor secțiuni, alternând cu improvizările libere ale soliștilor, ca saxofonistul tenor Lester Young.Anii treizeci au reprezentat în același timp epoca marilor soliști, saxofoniștii Coleman Hawkins și Johnny Horges, bateristul Gene Krupa, trompetistul Rex Stewart, pianistul Teddy Wilson și mulți alții. Cântărețe de jazz vestite din această epocă au fost Ivie Anderson, Billie Holiday și Ella Fitzgerald.

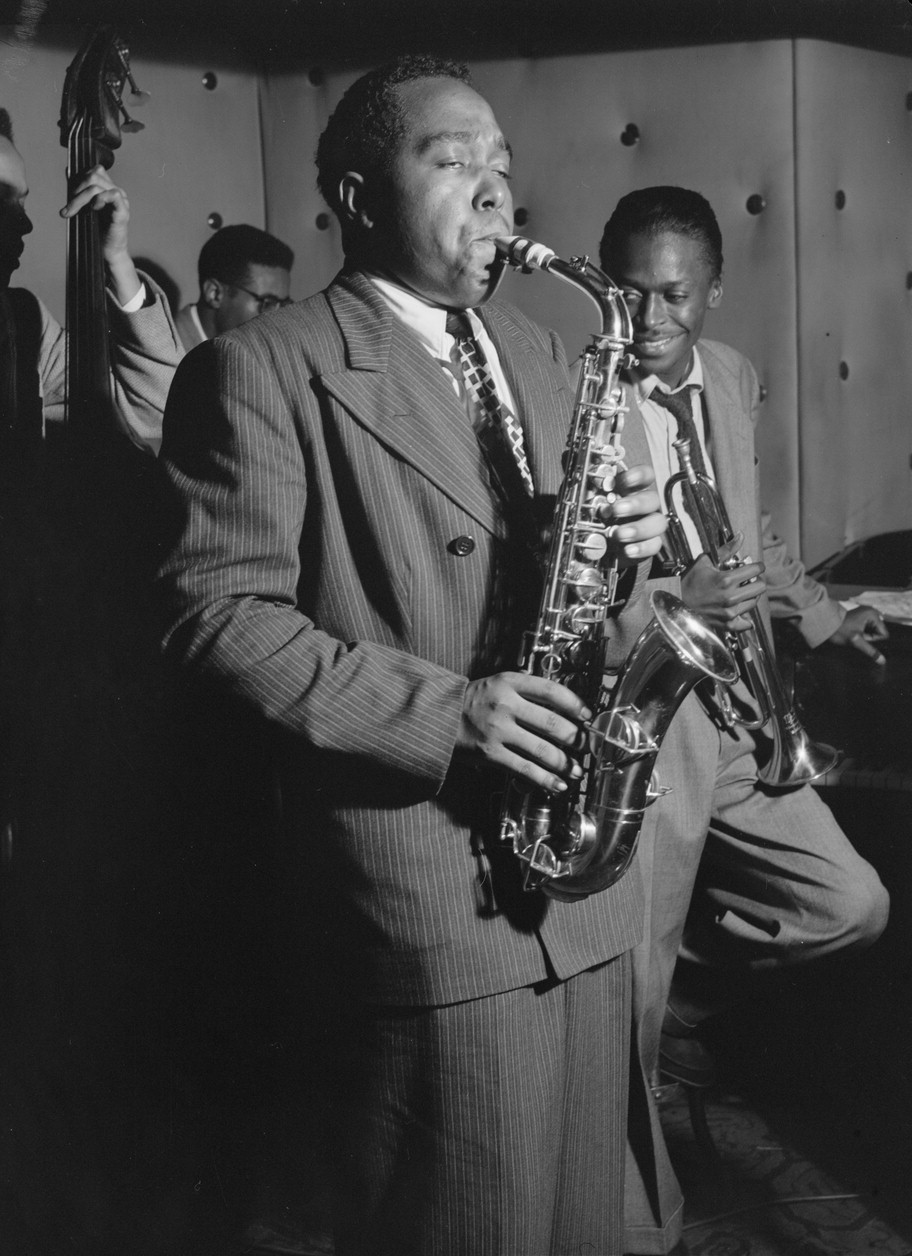
Charlie Bird Parker

#### Revoluția "Bebop"
În anii patruzeci, numeroși muzicieni din orchestrele de jazz au început să se elibereze de cadrul conservator al orchestrei și de stilul swing și, reuniți în grupuri mici, lăsau frâu liber virtuozității pe ritmuri foarte susținute. Așa s-a născut stilul "Bebop", care marchează o evoluție importantă axată pe abilitatea tehnică a interpreților și pe complexitatea ritmică și armonică, datorat în primul rând pianistului Thelonius Monk, saxofonistului Charlie Bird Parker și trompetistului Dizzy Gillespie.
Acest stil a însemnat o schimbare radicală în jazz: din muzică dancing a devenit o artă intelectuală de prim rang, fără concesii făcute marelui public. Alte personalități ale stilului Bebop au fost trompetistul Fats Navarro și cântăreața Sarah Vaughan.

#### Stilurile "Cool Jazz" și "Hard Bop"
Unul din experimentele făcute cu muzica de jazz de inspirație clasică, făcute către sfârșitul anilor patruzeci, îl constituie înregistrările făcute de o grupă de instrumentiști în frunte cu trompetistul Miles Davis, care făcuse parte din grupul din jurul lui Charlie Parker. Se caută o revenire la o muzică mai liniștită și mai accesibilă, totuși destul de complexă. Este ceea ce s-a numit "Cool Jazz", caracterizat prin arcuri melodice relaxate, cu mai puțin vibrato și rol redus al percuției. Acest stil se extinde și pe coasta de vest (West Coast Jazz) a Americii. Datorită saxofonistului Stan Getz, pătrunde influența muzicii sudamericane în stilul Cool. Un alt interpret de seamă în acest stil este saxofonistul bariton Gerry Mulligan.
O parte a muzicienilor de pe coasta de est, în special în New York, reuniți în jurul trompetistului Clifford Brown și a saxofonistului Sonny Rollins, continuă totuși stilul lui Charlie Parker, într-o formă mai aprinsă și agitată, denumită "Hard Bop".

#### "Modal Jazz" și "Free Jazz"
În 1955, Miles Davis împreună cu saxofonistul John Coltrane și alți instrumentiști formează un quintet, ale cărui performanțe sunt caracterizate printr-un stil colorat, bogat în expresie și sensibilitate, cu tempo variat și diversitate a ideilor melodice. Împreună înregistrează albumul Kind of Blue, o etapă importantă în evoluția jazz-ului. La acest grup se asociază și pianistul Bill Evans. Împreună compun o serie de bucăți într-o tonalitate unică, cu aceleași acorduri și modalități armonice (de unde denumirea de Modal Jazz), care dau soliștilor un deosebit grad de libertate în improvizație.
Cam în același timp, o dată cu dezvoltarea stilului de "Free Jazz", se rupe complet cu tradiția jazz-ului clasic. Deși legile armoniei, ale melodiei și ritmului își pierd semnificația inițială și fiecare mod al legăturilor sonore este permis, rezultă o muzică surprinzător de logică și consecventă. Unul din reprezentanții cei mai importanți ai acestui stil este Ornette Coleman, ale cărui improvizații, adesea atonale, fără nicio schemă de acord, șochează la început pe mulți critici, în timp ce alții recunosc în dorința de experimentare, seriozitatea și deosebitul simț al formei. Printre pionerii acestui stil se numără și basistul Charles Mingus, pianistul Cecil Taylor și saxofonistul Archie Shepp, la care se atașează și John Coltrane, a cărui muzică are trăsături religioase, de o frumusețe unică și o intensă forță de expresie până la orgie.

#### Ultimele decenii ale secolului al XX-lea
Apariția rock-and-roll-lui, cu mare priză la tineret, nu a lăsat indiferenți nici pe reprezentanții jazz-ului. Același Miles Davis, deschis la orice inovație, inaugurează o formă hibridă intitulată "jazz-rock fusion" cu albumul său Bitches Brew, în care se folosesc și instrumente electronice. Dintre cei mai cunoscuți reprezentanți ai stilului "fusion" sunt de menționat Herbie Hancock și Chick Corea. 
Apar și se impun pianiști extraordinari cum ar fi Keith Jarrett, Paul Bley, Andrew Hill sau Brad Mehldau. Diversitatea stilistică nu a scăzut, noi curente se dezvoltă, recunoscându-se și o tendință de reîntoarcere la tradițiile jazz-ului clasic sub forma "Neoclasicismului", cu saxofonistul David Murray și trompetistul Lester Bowie sau "Clasicismului" în jurul trompetistului Wynton Marsalis. Dimpotrivă, ceea ce s-a numit "Groove Jazz", "Acid Jazz" sau "Nu-Jazz" a îmbinat funk-ul, soul-ul sau muzicile etnice (indeosebi bossa nova, dar si hip-hop-ul) cu tehnicile si efectele electronice cele mai recente (sampling, loops, beats, remix). Reprezentativi pentru aceasta direcție, care a readus jazz-ul pe ringul de dans si în cluburi sunt: Brand New Heavies, Gilles Peterson, Ronny Jordan, Jazzanova sau Jamiriquai. Alte denumiri ale unor formule noi in jazz sunt: "World Jazz", "Acid Swing", "No Wave", "Free Funk", "Punk Jazz" sau "Jazz Rap".

## Jazz-ul în afara Statelor Unite

### Țările scandinave

#### Jazz-ul în Suedia
Începând cu deceniul patru al secolului trecut, jazz-ul suedez a început să ia forme proprii, nemaifiind ca până atunci o simplă copie a idolilor americani. Până spre sfârșitul anilor 1940, cei doi care au dezvoltat jazz-ul suedez într-o direcție proprie au fost trompetistul și compozitorul Gösta Törner și basistul și compozitorul Thore Jederby. Alți doi jazzmeni care au venit în atenția publicului în timpul și după cel de al doilea război mondial au fost clarinetistul Åke Hasselgård și șeful de orchestră (inițial basist) Simon Brehm.
Anii 1950 vor fi anii de debut și consacrare a unor instrumentiști care vor influența generațiile următoare: Reinhold Svensson (pian), Arne Domnerus (saxofon alto), Carl-Henrik Norin (saxofon tenor), Putte Wickman (clarinet), Bengt Hallberg (pian), Lars Gullin (pian) și Åke Persson (trombon). Pianistul și saxofonistul Gösta Theselius a fost cel care a furnizat aproape singur o perioadă de timp material pentru piața de jazz din Suedia.
Anii 1960 au fost ani de concurență cu muzica pop și rock, care deveniseră tot mai răspândite. Generațiile mai în vârstă, care nu prea agreau aceste două curente, încep să susțină și ele jazz-ul. Se introduc burse (de ex. primesc astfel de burse Bengt-Arne Wallin, Arne Domnerus, Jan Johansson) și salarii de artist (de ex. Lasse Gullin și Börje Fredriksson). Mijlocul anilor 1960 vor fi ani de consacrare a unor noi talente: Fredrik Norén (tobe), Lars Bruman (bas), Rolf Eklund (trompetă), Bengt Ernryd (trompetă), Kurt Lindgren (bas). În anul 1966 are loc Stockholm Jazz Festival 66, unde Bengt Ernryd a debutat cu un nou sextet cu muzică de jazz modernist. În 1967 se înființează Federația muzicienilor suedezi de jazz, a cărei scop principal este să reprezinte interesele artiștilor de jazz și să organizeze concerte la nivel local. Tot în același an se înființează orchestra de jazz a Radiodifuziunii, a cărei nucleu consta din Arne Domnerus, Bengt Hallberg, Georg Riedel, Rune Gustafsson și Egil Johansen. Câțiva ani mai târziu, la Stockholm se deschide o discotecă, Fasching, care are jazz ca temă 5 zile pe săptămână. Un alt club de jazz din Stockholm este Kurbitz.

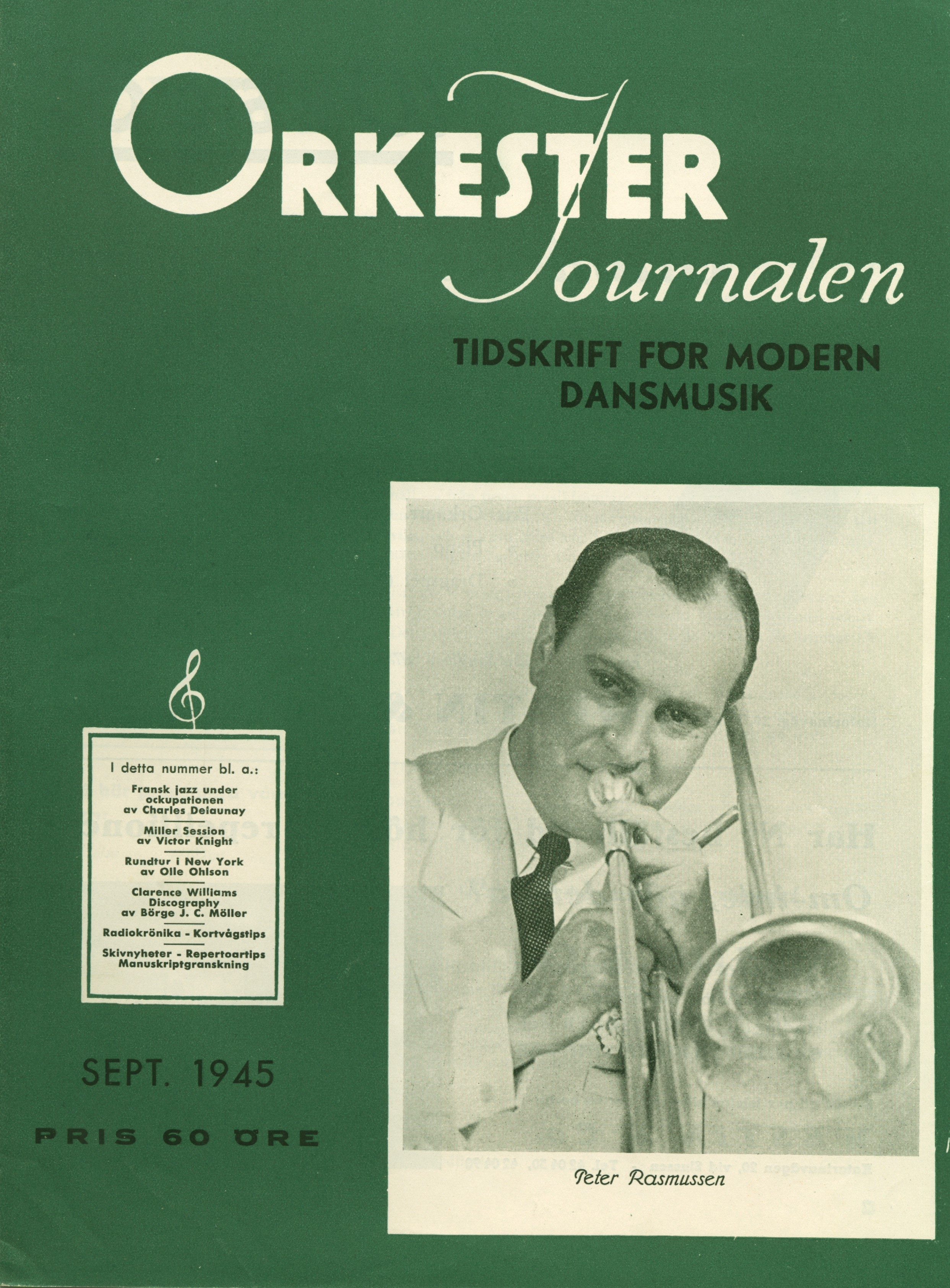
Coperta revistei Orkester Journalen septembrie 1945

Ca reviste de jazz din Suedia pot fi numite Jazz Nytt și Orkester Journalen – aceasta din urmă înființată în 1933, astfel fiind cea mai veche revistă de jazz din lume care mai există și astăzi.
Între 1960-1999 Leif "Smoke Rings" Anderson a prezentat programul de radio Smoke Rings, program bine primit, axat mai ales pe muzică de jazz melodios.

#### Alți muzicieni de jazz scandinavi
- Jan Garbarek
- Esbjorn Svenson
- Bobo Stenson
- Arild Andersen
- Palle Danielsen
- Terje Rypdal

### Brazilia
- Stilul "Bossa Nova"

### Franța
- Django Reinhardt, chitară
- Stéphane Grapelli, vioară
- Louis Sclavis
- Henry Texier, bas

### Germania
- Peter Brötzmann
- Theo Jörgensmann
- Peter Kowald
- Alexander von Schlippenbach
- Joachim Kühn
- Eberhard Weber
- Albert Mangelsdorff

### România postbelică
După ce în comunism mult timp jazz-ul era considerat o manifestare decadentă a imperialismului american, începând cu "dezghețul" cultural din 1964, s-au deschis cluburi de jazz, la radio și televiziune se transmit emisiuni cu muzică de jazz, Benny Goodman, Louis Armstrong, Woody Herman au concertat la București. Au urmat Festivalurile Naționale de Jazz de la Ploiești (1969 - 1971), Festivalurile Internaționale de la Sibiu (din 1974 până în zilele noastre), Festivalurile Internaționale de Jazz "Richard Oschanitzky" de la Iași, Festivalurile Internaționale de Jazz de la Gărâna, ș.a.
Revista "Secolul XX" a cuprins, în martie 1965, o sumară istorie a jazz-ului alcătuită de Cornel Chiriac, animator al emisiunii radio de muzică "rock" "Metronom", continuată de el, după emigrarea în Germania (1969), la Radio Europa Liberă. Mare iubitor al acestui gen, membru fondator al Federației europene de jazz, Chiriac va copia discuri întregi pe benzi și le va aranja în arhiva radiodifuziunii. „Toată bandoteca radio este scrisă și pusă de mâna lui Cornel Chiriac”, avea să spună mai târziu Aurel Gherghel.
Dintre interpreții de muzică de jazz din acel timp sunt de menționat Richard Oschanitzky, Jancy Korossy sau Eugen Ciceu, care concertau adesea sub denumirea de "muzică de estradă".
În perioada anilor '70 - '80, muzica jazz s-a întrepătruns cu rock-ul în compozițiile unor formații precum Experimental Q, Post Scriptum sau Basorelief.
Începând cu anul 1990, jazz-ul cunoaște un cerc larg de simpatizanți și interpreți, grupați, de exemplu, în "Art Jazz Club". Se afirmă nume noi: Lucian Ban, Cristian Soleanu, Arthur Balogh. Cel dintâi (Lucian Ban), în anii 1990, "scoate" două CD-uri în România, după care se stabilește la New York, devenind în scurtă vreme cel mai interesant și de perspectivă jazzman român (CD-uri, concerte, proiecte, turnee, colaborare cu ICR).
Între 7 mai-13 mai 2007 a avut loc, în România, un concurs internațional de jazz ("International Jazz Competition").
Dintre compozitorii și interpreții români de jazz contemporani sunt de menționat:
- Richard Oschanitzky - compozitor, pian.
- Puiu Pascu - pian
- Decebal Badila - chitară bas, contrabas, pian, compozitor
- Johnny Răducanu - compozitor, contrabas, pian.
- Aura Urziceanu - compozitoare, voce.
- Anca Parghel - compozitoare, voce.
- Harry Tavitian - compozitor, pian.
- Dan Mândrilă - compozitor, saxofon.
- Marius Popp - compozitor, pian.
- Mircea Tiberian - compozitor, pian.
- Radu Goldiș - compozitor, chitarist.
- Eugen Gondi - compozitor, baterie.
- Dan Ionescu - compozitor, chitară.
- Alexandru Imre - dirijor, clarinetist, saxofonist.
- Nicolae Farcaș - trombon
- Gabriel Mezei - chitară, clarinet
- Liviu Butoi - compozitor, saxofon.
- Garbis Dedeian - compozitor, saxofon.
- Capriel Dedeian - compozitor, chitară.
- Vlaicu Golcea - contrabasist de jazz, compozitor, aranjator și inginer de sunet
- Sorin Romanescu - compozitor, chitară.

- Béla Kamocsa - compozitor, voce, chitară, chitară bas

```
*
Johnny Bota
 -compozitor, aranjor, textier, 
contrabas
, 
chitară
 
bas
, 
vioară
```

- Pedro Negrescu – compozitor, contrabas
- Paul Weiner - compozitor, pian
- Corneliu Stroe - baterie, percuție
- Alexandru Brașovean - compozitor, chitară bas
- Andrei Colompar - compozitor, pian, orgă

## Influența jazz-ului în muzica clasică
- George Gershwin, cu Rhapsody in Blue
- Béla Bartók, cu compoziția Contrasts, scrisă pentru Benny Goodman
- Igor Stravinsky cu Ebony Concerto compus pentru "Woody Herman's Jazz-Band".
- Dmitri Șostacovici
- Darius Milhaud
- Richard Oschanitzky, cu Dublul concert pentru pian, saxofon tenor, orchestră simfonică și bigband  (1971)
- Florin Raducanu  (pianist & compozitor) cu Symphonic Jazz Poem (I.Mapamond Pictures Rhapsody, II. Jazz Passacaglia, III. Saynts Tryptych, IV. Sketches of M. de Falla) in colaborare cu Belarusian Philarmonic Orchestra, dirijor A.Annisimov(Filmare 2016@Televiziunea Natională din Belarus)

## Importanți reprezentanți ai muzicii de jazz
- Louis Armstrong
- Buddy Bolden⁠(d)
- Bessie Smith
- Ella Fitzgerald
- Charles Mingus
- Mahalia Jackson
- Count Basie
- Chet Baker
- Billie Holiday
- Duke Ellington
- Coleman Hawkins
- Lester Young
- Charlie Parker
- Dizzy Gillespie
- Miles Davis
- John Coltrane
- Ornette Coleman
- John McLaughlin
- Keith Jarrett
- Paul Bley
- Brad Mehldau
- Ron Carter
- Gary Peacock
- Charles Lloyd
- Jack de Johnette
- Wynton Marsalis
- Dave Brubeck
- Al Di Meola
- Chicago
- Stanley Clark

## Mari orchestre de jazz (Big Bands)
- Fletcher Henderson
- Benny Goodman
- Artie Shaw
- Charlie Barnet
- Jimmie Lunceford
- Count Basie
- Duke Ellington
- Glenn Miller
- Woody Herman
- Earl Hines
- Dizzy Gillespie's Eckstine Big Band
- Gil Evans
- Charles Mingus
- Chick Corea